# Jan Rolko
Jan Rolko (* 31. října 1948, Kolín) je bývalý český fotbalista, obránce. Jeho syn Adrian Rolko je ligový fotbalista.

## Začátek kariéry
Začínal v Kolíně, na vojně hrál za VTJ Milovice a VTJ Slaný, kde si ho vyhlédl, spolu s brankářem Václavem Opltem, tehdejší trenér Hradce Králové Ota Hemele. V dresu Hradce Králové se objevil na jaře roku 1970, kdy po jednom utkání za B-tým byl ihned přeřazen do druholigového týmu k hráčům, jako byli Zdeněk Zikán, Jindřich Jindra, Rudolf Tauchen, Edmund Schmidt, Jiří Kománek, Fišer, Ladislav Moník a další. Trenér Zdeněk Krejčí dal dohromady tým ze starších i mladších hráčů, jako byli Oldřich Rott, Ivo Lubas, Slavomír Hrůša, Václav Kuchař, Václav Oplt i Rolko a s tímto týmem postoupil v roce 1972 do ligy. Radost kalilo úmrtí Václava Oplta po smrtelném zranění při zápase v Martině.

## Ligová bilance
V následující ligové sezóně vinou zranění nastoupil jen v 9 ligových utkáních a Hradec z ligy sestoupil. Další postup do nejvyšší soutěže se podařil až v sezóně 1979/80, již s novými spoluhráči, jako byli Jaroslav Hůlka, Jaroslav Mudruňka, Jiří Finger, Zdeněk Votruba, Miloš Mejtský a další. Ligu tým neudržel a sestoupil o jediný gól. Celou kariéru strávil v jednom klubu.
V československé lize nastoupil během dvou ligových sezón ve 32 utkáních.
| Ročník                                   | Zápasy | Góly | Minuty | Klub                   |
| ---------------------------------------- | ------ | ---- | ------ | ---------------------- |
| 2. československá fotbalová liga 1971/72 | 30     | 0    | -      | Spartak Hradec Králové |
| 1. československá fotbalová liga 1972/73 | 9      | 0    | -      | Spartak Hradec Králové |
| 2. československá fotbalová liga 1973/74 | -      | -    | -      | Spartak Hradec Králové |
| 2. československá fotbalová liga 1974/75 | -      | -    | -      | Spartak Hradec Králové |
| 1. československá fotbalová liga 1980/81 | 23     | 0    | 1632   | Spartak Hradec Králové |
| CELKEM 1. liga                           | 32     | 0    | 1632   |                        |

## Závěr kariéry
Po skončení vrcholové kariéry pokračoval v nižších soutěžích za TJ Náchod, Montas Hradec Králové, Lokomotivu Hradec Králové a Libčany. Po skončení aktivní kariéry trénuje v regionálních soutěžích.